# Kamatagi
Kamatgi là một thị trấn thuộc teluk Hungund, huyện Bagalkot, bang Karnataka, Ấn Độ.